# Physalis lassa
Physalis lassa ist eine Pflanzenart aus der Gattung der Blasenkirschen (Physalis) in der Familie der Nachtschattengewächse (Solanaceae).

## Beschreibung
Physalis lassa sind bis zu 1 m hohe, krautige Pflanzen, deren Sprossachse dicht mit vielzelligen Haaren bedeckt sind, in einigen Fällen besitzen fast alle davon einen drüsigen Kopf. Die Laubblätter sind ganzrandig oder manchmal mit zurückgebogenem Rand versehen und eiförmig. Die größeren Blätter haben eine Länge von 3,5 bis 9 cm und eine Breite von 2 bis 4 mm. Die Spitze ist zugespitzt oder spitz zulaufend, die Basis ist abgerundet oder fast herzförmig. Die Ober- und Unterseite ist ähnlich behaart wie die Sprossachse. Die Blattstiele sind 1 bis 2,5 mm lang.
Die Blüten stehen einzeln an 5 bis 8 cm langen Blütenstielen, zur Blühphase ist der Kelch 8 bis 10 mm lang. Er ist ebenfalls ähnlich der Sprossachse behaart. Die Kelchzipfel sind eiförmig oder eiförmig-lanzettlich und 2,5 bis 5 mm lang. Die gelbliche Krone ist 10 bis 15 mm lang, der Kronsaum 12 bis 15 mm breit, gefleckt und im Inneren der Kronröhre behaart. Die Staubfäden sind 2,5 bis 3 mm lang, die Staubbeutel sind bläulich und 2,5 bis 4 mm lang.
Die Frucht ist eine 10 bis 15 mm große Beere, die an 10 bis 15 mm langen Stielen steht. Der sich während der Fruchtreife vergrößernde und die Frucht komplett umschließende Kelch hat einen zehnrippigen oder leicht zehnwinkligen Querschnitt, eine Länge von 2,5 bis 3,5 cm und eine Breite von 1,5 bis 2,5 mm. Er ist gleichmäßig behaart, gelegentlich auch sehr dicht.

## Vorkommen und Standorte
Die Art wächst in feuchten Eichenwäldern und grasigen Dickichten in Höhenlagen zwischen 250 und 2000 m. Das Verbreitungsgebiet erstreckt sich in Guatemala über die Departamentos Baja Verapaz, Zacapa, Chimaltenango und Huehuetenango sowie im mexikanischen Bundesstaat Veracruz.